# Legenda Emöke
Legenda Emöke je lyrická novela Josefa Škvoreckého. Rukopis pochází z roku 1958, poprvé však novela vyšla až v roce 1963.

## Děj
Děj knihy se odehrává v polovině 50. let 20. století.
Pražský redaktor se na odborářské rekreaci seznámí s mladou Maďarkou Emöke z Košic. Ta prožila neradostný život s hrubým statkářem, kterého zastřelili při pokusu o překročení hranic. Emöke hledá útěchu u Boha, v náboženském fanatismu. Redaktor ji pozvolna přesvědčuje o smyslu života v reálném světě, rodí se mezi nimi cit, který neomaleně rozbije redaktorův spolubydlící učitel pomluvami. Redaktor je pohodlný, nechce se mu odjet za Emöke do Košic, nechce se mu měnit pohodlný život s krátkým milostným dobrodružstvím. Emöke se stává legendou, minulostí. Určitou satisfakcí pro redaktora je, když se učitel znemožní během návratu z rekreace ve vlakovém kupé při kolektivní hře s otázkami, na které lze odpovídat pouze ano nebo ne.
Na postavě učitele vykreslil Škvorecký omezeného, citově tupého, sobeckého a ješitného člověka své doby.

## Filmová adaptace
V roce 1997 vznikl podle novely stejnojmenný televizní film. Režisérem byl Vojtěch Štursa, v hlavních rolích se představili Viktor Preiss (redaktor), Miroslav Donutil (učitel) a Ingrid Timková (Emöke).
Natáčení probíhalo v červnu 1997. Zpoza oceánu na něj dohlížel i Josef Škvorecký, který měl k adaptaci podle dobových ohlasů „jen minimum připomínek.“
Snímek měl premiéru 28. ledna 1998 na obrazovce České televize. U kritiky se dočkal negativního přijetí. Veronika Kratochvílová ho sice ve Večerníku Praha označila za „[j]eden z nejpříjemnějších zážitků, jaký v poslední době v dramatické tvorbě Česká televize nabídla“, ve své chvále však zůstala osamocená. Ondřej Štindl v Lidových novinách adaptaci vytkl emocionální odtažitost („mluví se sice o nějakých citech, ty však zřejmě prožívají nějací jiní lidé“), za slabinu snímku označil i „pokleslé figurkaření našeho předního baviče“ Miroslava Donutila. Podle Jana Svačiny z deníku Slovo se režisérovi nepodařilo při převodu novely do podoby televizního filmu najít adekvátní inscenační klíč. Rovněž on kritizoval herecké výkony hlavních představitelů. Článek v Respektu podepsaný šifrou -JP- uvádí, že Škvoreckého novela prošla v televizi lobotomií, po které „zůstal stylizovaný lázeňský románek,“ navíc ztvárněný „bakalářskou komediální manýrou.“

## Překlady
Legenda Emöke byla přeložena do angličtiny, francouzštiny, japonštiny, makendonštiny, němčiny, norštiny a polštiny.

## Jazyková poznámka
Jméno hlavní hrdinky je v názvu novely i v jejím textu používáno v rozporu s pravidly maďarského jazyka. Ženské jméno Emőke se správně píše s dlouhou a nikoli krátkou přehláskou.